# Воля-Дужа (Люблінський повіт)
Воля-Дужа (пол. Wola Duża) — село в Польщі, у гміні Бихава Люблінського повіту Люблінського воєводства.
Населення — 240 осіб (2011).
У 1975-1998 роках село належало до Люблінського воєводства.

## Демографія
Демографічна структура станом на 31 березня 2011 року:
|          | Загалом | Допрацездатний вік | Працездатний вік | Постпрацездатний вік |
| -------- | ------- | ------------------ | ---------------- | -------------------- |
| Чоловіки | 116     | 24                 | 77               | 15                   |
| Жінки    | 124     | 26                 | 69               | 29                   |
| Разом    | 240     | 50                 | 146              | 44                   |